# Турухански рејон
Турухански рејон (рус. Туруханский район), назван још и Туруханија, је општински рејон у северозападном делу Краснојарске Покрајине, Руске Федерације.
Административни центар рејона је насеље Туруханск. Удаљеност овог места од Краснојарска је 1100 km.
Суседне области су:
- север: Тајмирија
- исток: Евенкија
- југ: Јенисејски рејон
- запад: Ханти-Мансија и Јамалија

Главна река је Јенисеј са његовим притокама: Поткамена Тунгуска, Елогуј, Доња Тунгуска, река Турухан и Курејка. Рејон је богат налазиштима угља и графита, а у северозаподном делу рејона подигнуте су бушотине нафте и гаса.
Укупна површина рејона је 211.189 km².
У области Туруханије постоји више насеља у којима живи домородачки народи Далеког севера: Кети (866 људи), Селкупи (369 људи) и Евенки (188 људи) (укупно 11,08% становништва рејона).
Домороци нису довољно укључени у јавни живот рејона, висок је степен незапослености, самоубистава и других облика асоцијалног понашања.
Укупан број становника је 18.325 (2011)